# Hackescher Markt station
Hackescher Markt station är en järnvägsstation för Berlins pendeltåg (S-bahn) som ligger vid Hackescher Markt i stadsdelen Mitte, Berlin. Stationen öppnade år 1882 under namnet Börse, 1951 döptes stationen om till Marx-Engels-Platz och slutligen 1992 till Hackescher Markt. Den ligger på Berlins stadsbana, en järnvägslinje som går genom centrala staden och trafikeras av linjerna S3, S5, S7 och S9. Stationen ligger centralt mellan stationerna Friedrichstrasse och Alexanderplatz.  Ett flertal av Berlins spårvagnar stannar utanför stationen som är en knutpunkt för spårvägen.

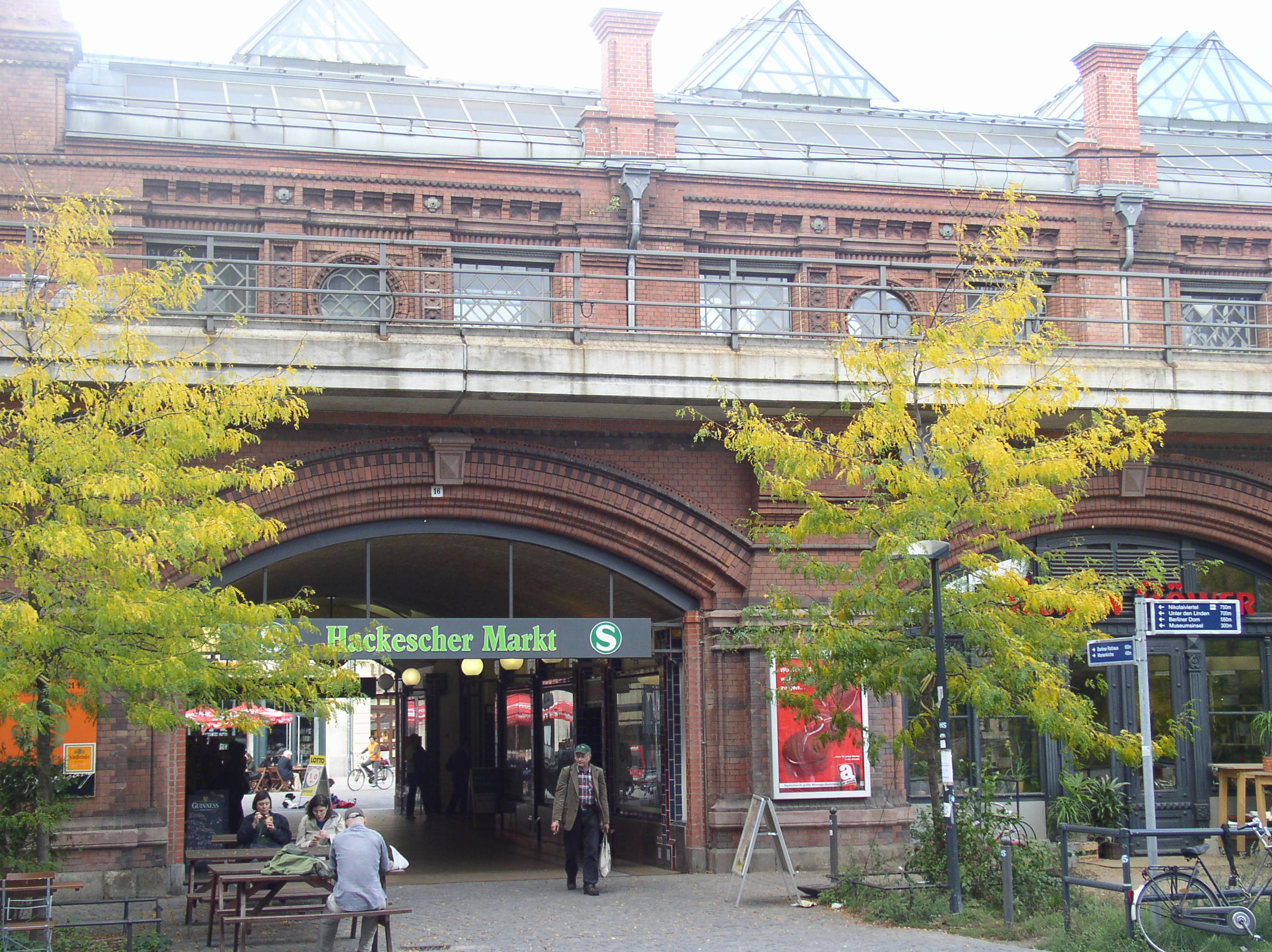
Entré Henriette-Herz-Platz
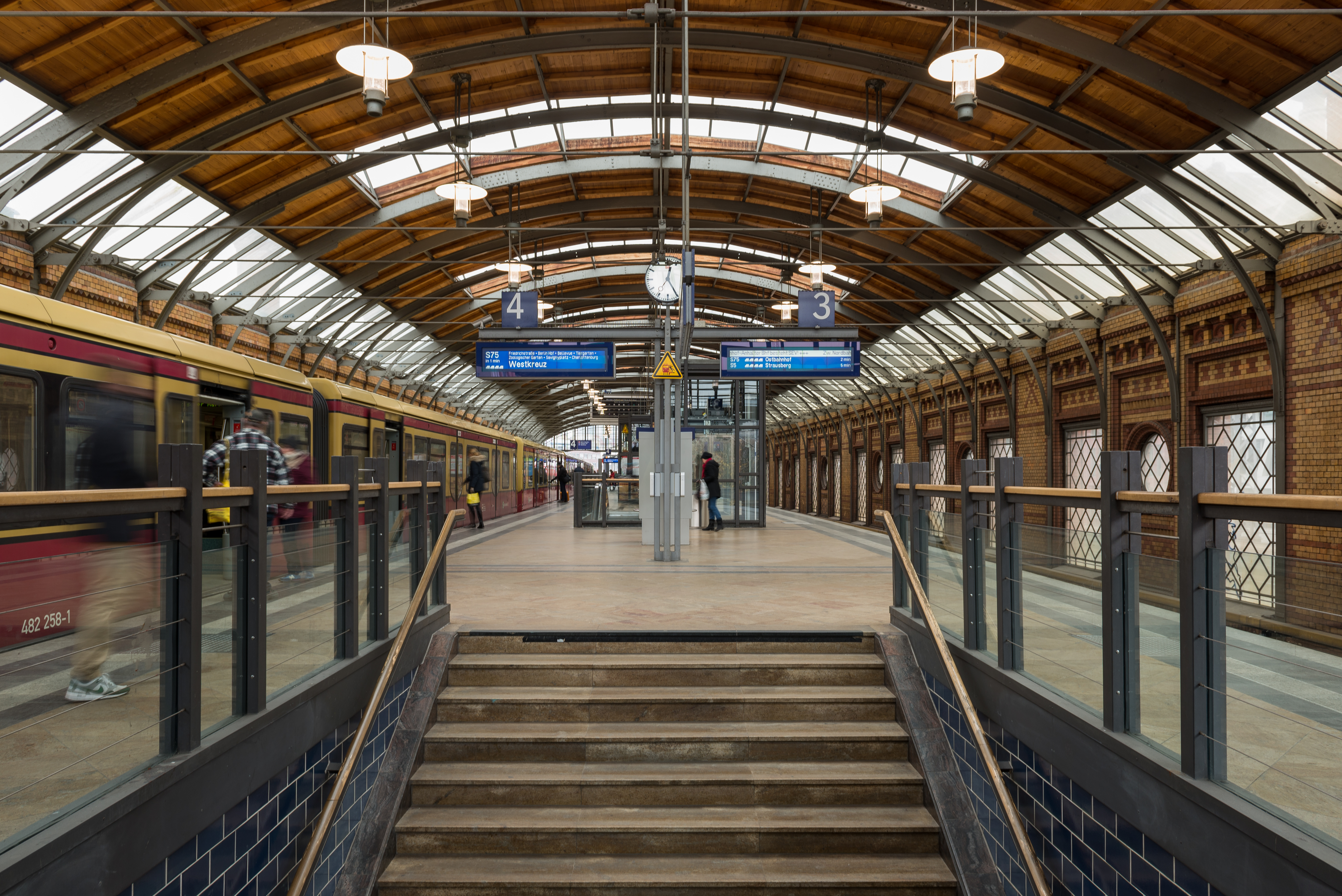
Perrong Hackescher Markt
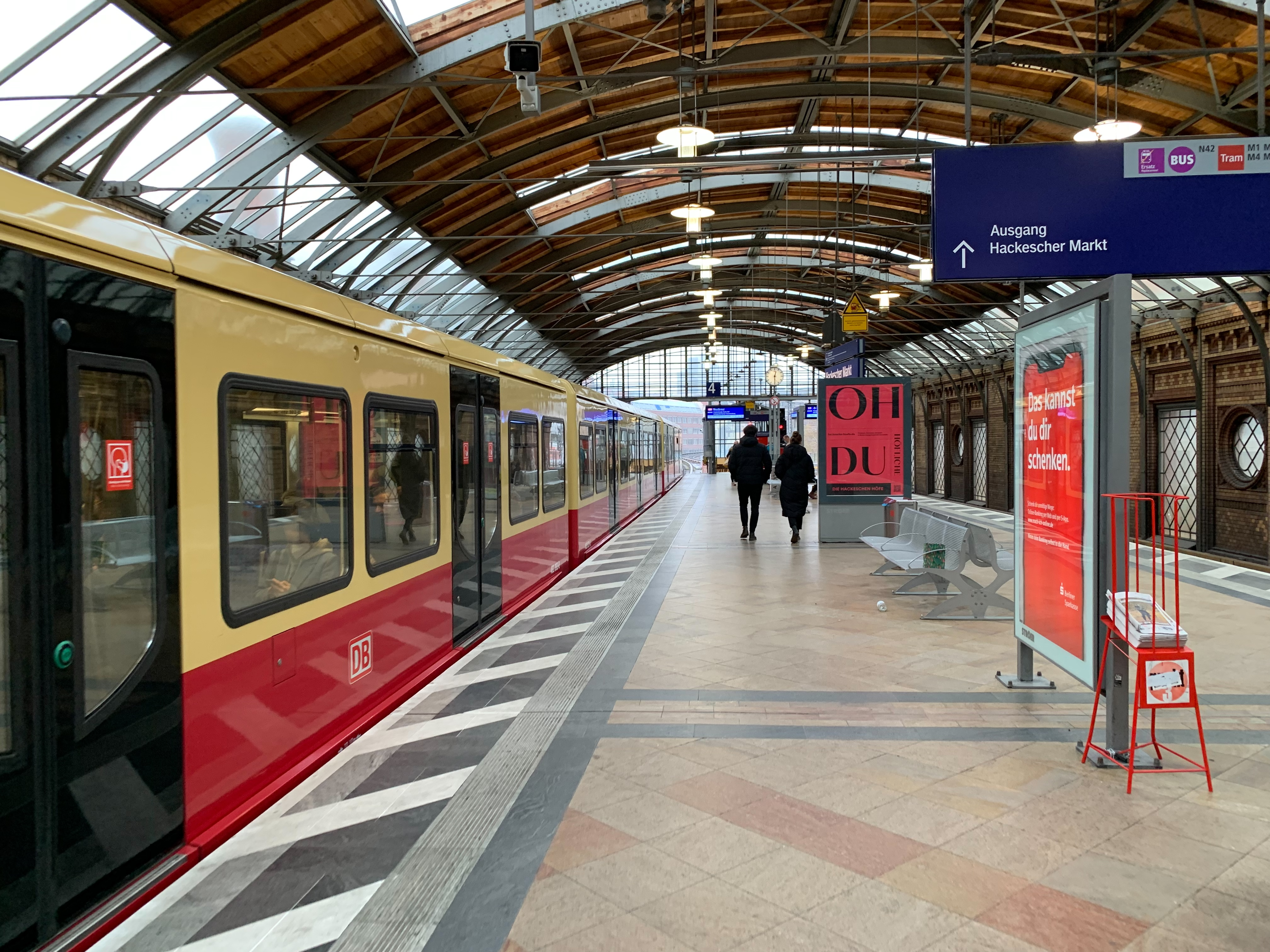
Pendeltåg (S-Bahn)
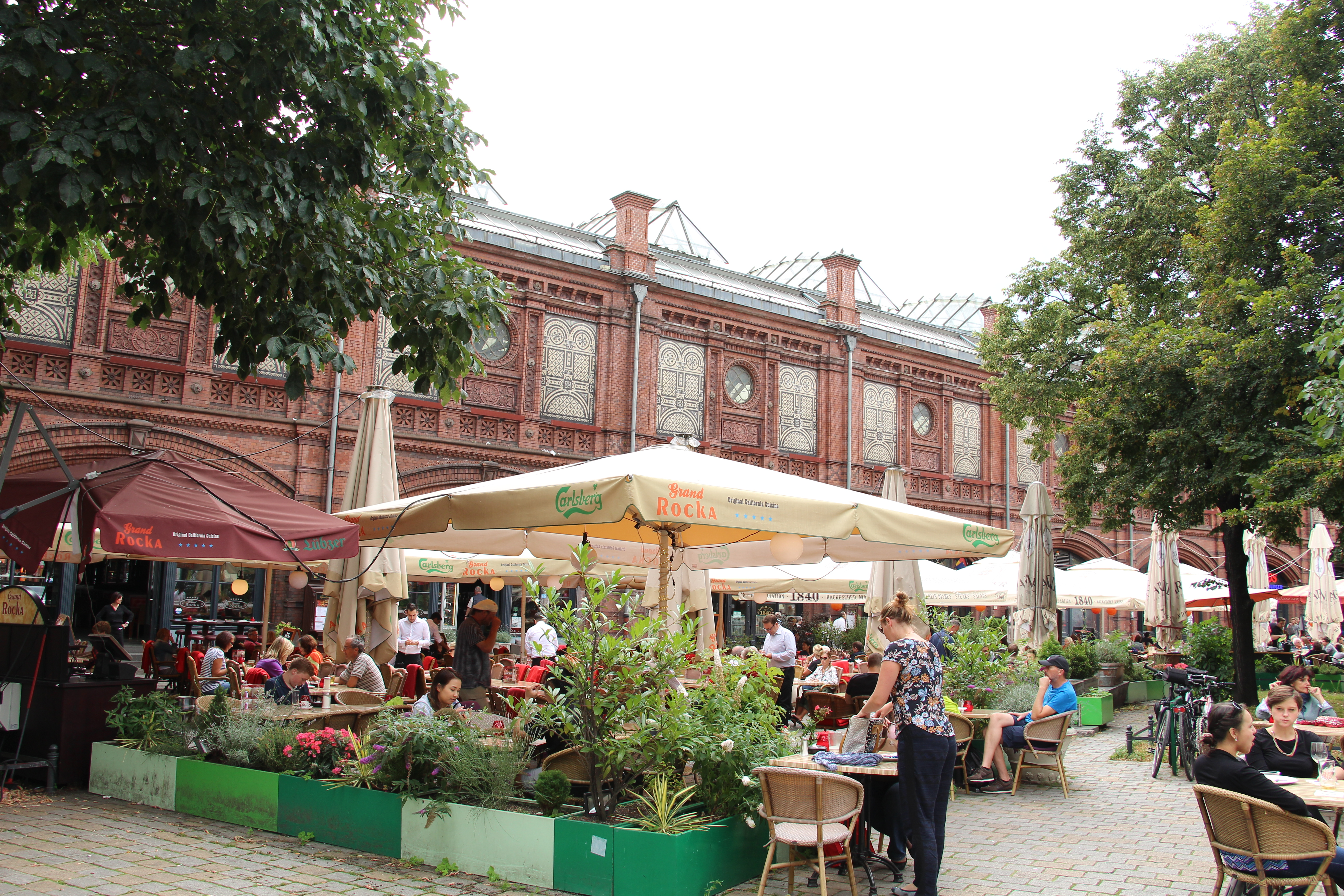
Restaurangtorg vid stationen
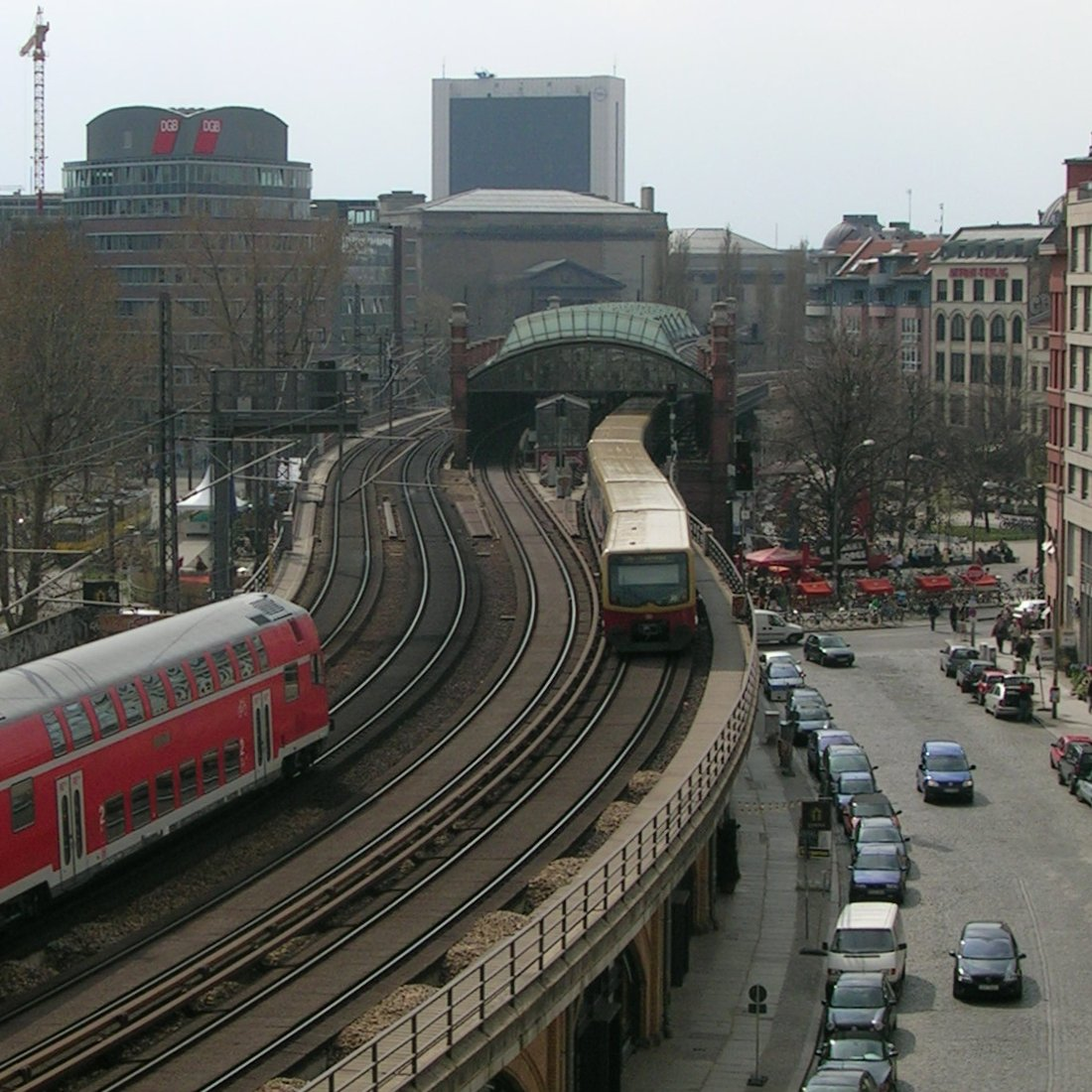
Tåg vid Hackescher Markt station
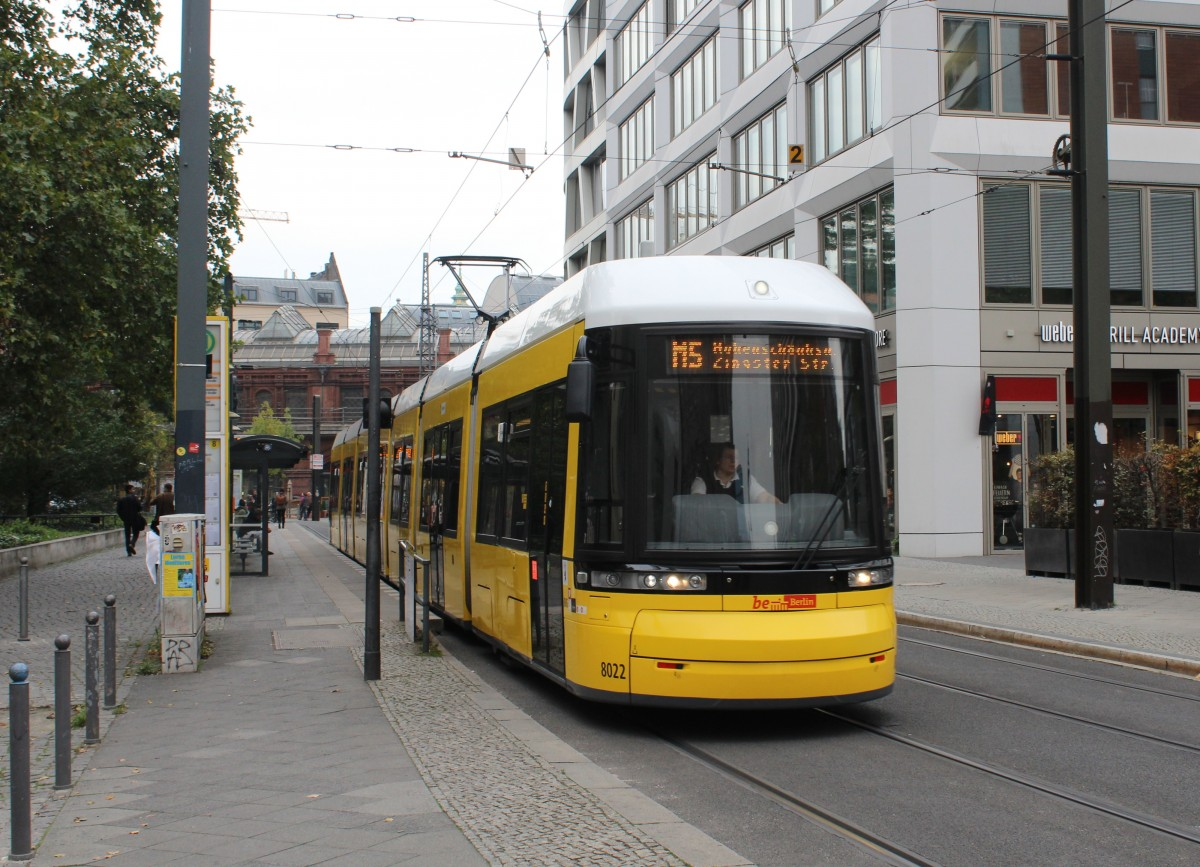
Garnisonkirchplatz, spårvagn mot Falkenberg / Zingster Strasse mot Zingster Strasse mot Hellersdorf
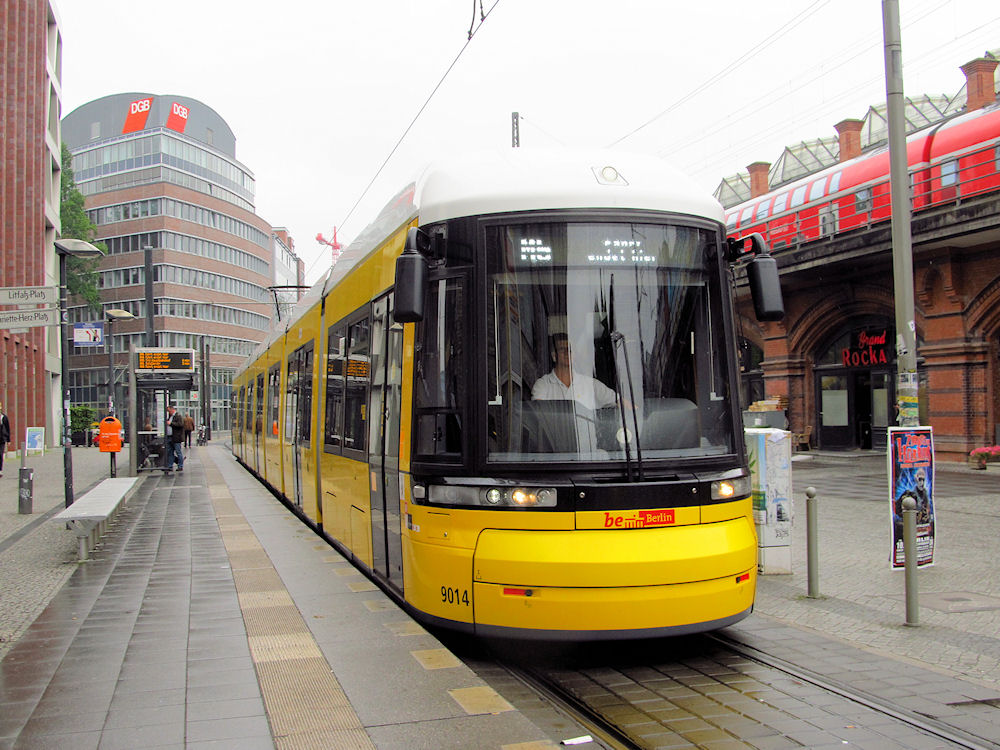
Henriette-Herz-Platz mot Rosenthal Nord / Schillerstrasse mot Hauptbahnhof
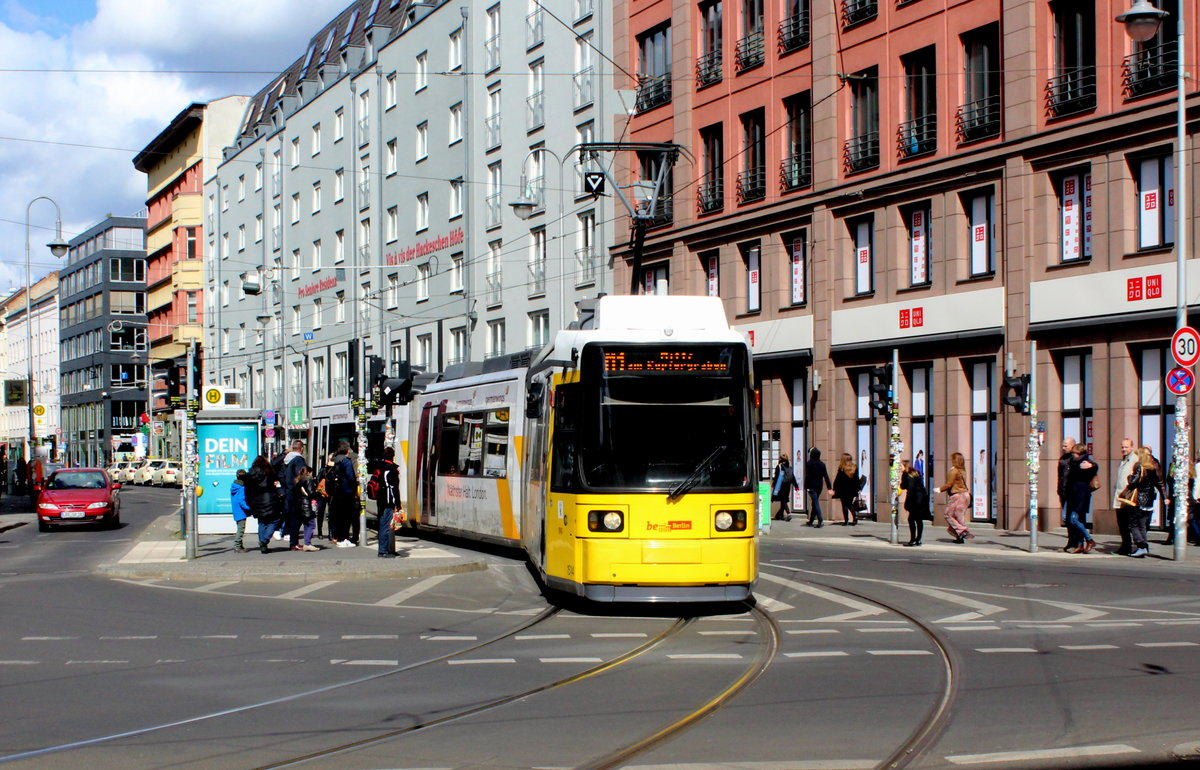
Rosenthaler Strasse mot Am Kupfergraben